# Phrurotimpus abditus
Phrurotimpus abditus là một loài nhện trong họ Phrurolithidae.
Loài này thuộc chi Phrurotimpus. Phrurotimpus abditus được Willis J. Gertsch miêu tả năm 1941.